# Fight with Tools
Fight with Tools è il primo album in studio del gruppo musicale statunitense Flobots, pubblicato nel 2007.

## Tracce
1. There's a War Going On for Your Mind – 1:22
2. Mayday!!! – 4:36
3. Same Thing – 3:29
4. Stand Up – 4:38
5. Fight with Tools – 4:51
6. Handlebars – 3:27
7. Never Had It – 5:07
8. Combat – 2:05
9. The Rhythm Method (Move!) – 3:52
10. Anne Braden – 4:21
11. We Are Winning – 3:22
12. Rise – 4:10